# Škoda 35 cm K14
Lo Škoda 35 cm K14 era un cannone navale austro-ungarico progettato per armare le navi da battaglia classe Ersatz Monarch. Le navi non furono mai realizzate ed i cannoni prodotti furono impiegati come artiglieria pesante da assedio durante la prima guerra mondiale con la denominazione 35 cm Marinekanone L/45 M. 16.

## Storia
Questo cannone fu sviluppato dalla Škoda come armamento primario in torre corazzata delle previste quattro navi da battaglia classe Ersatz Monarch della k.u.k. Kriegsmarine. Su ogni nave erano previsti 10 cannoni in due torri trinate e due binate. Prima della fine della guerra furono ordinate 11 di queste bocche da fuoco per equipaggiare la prima unità navale ordinata. Quando l'ordine per la nave fu cancellato, la produzione dei cannoni continuò comunque per l'artiglieria superpesante d'assedio dell'Imperial regio Esercito austro-ungarico.
Il primo cannone e la relativa gru a portale di assemblaggio erano pronti alla consegna il 28 maggio 1915, ma non fu testato prima di aprile 1916. Poco dopo il pezzo fu inviato sul fronte italiano ed installato presso la stazione ferroviaria di Calceranica al Lago, presso il lago di Caldonazzo, dove sparò 122 colpi prima di tornare negli impianti Škoda il 30 maggio 1916 per la revisione. Soprannominato dalle truppe "Lange Georg", fu assegnato al supporto della Strafexpedition per colpire il centro di comando italiano di Asiago, ritenuto fino ad allora fuori dalla portata delle artiglierie austro-ungariche. I proiettili dovevano superare una catena montuosa di oltre 2000 metri e la potenza di fuoco era tale che i serventi attivavano una sirena prima di ogni colpo per avvisare gli abitanti intorno alla batteria di aprire le finestre per evitare che l'onda d'urto le mandasse in frantumi.
Il secondo M. 16 fu inviato sul fronte rumeno per appoggiare l'attraversamento del Danubio nel novembre 1916, ma sparò pochi colpi prima di essere ritirato. Secondo fonti della Škoda, a maggio del 1917 il cannone "N. 1" era tornato al fronte, il "N. 2" era stato consegnato, il "N. 3" era completato (fu testato il 18 maggio), il "N. 4" era a fine lavorazione; i restanti 7 pezzi si trovavano a differenti stadi di completamento. Anche il "N. 2" fu inviato sul fronte italiano alla fine di agosto del 1917, a Santa Croce, a nord di Trieste; pronto al fuoco il 23 settembre contro le batterie costiere italiane tra Grado e l'estuario dell'Isonzo, entrò in azione sul golfo di Trieste il 18 ottobre.
Il destino dei quattro cannoni alla fine delle ostilità non è chiaro. Uno fu catturato dagli italiani, uno dai francesi (il "N. 4", consegnato poco prima dell'armistizio) ed uno dai serbi. I primi due furono dismessi, mentre i serbi ebbero in servizio il cannone nel periodo interbellico.

## Tecnica
La situazione non permise di sviluppare un affusto appropriato per l'uso terrestre. Il pezzo veniva messo in batteria su una piattaforma d'acciaio rivestita da travi di legno. Per il brandeggio tutto il pezzo doveva essere spostato con l'uso di verricelli. L'assemblaggio richiedeva una gru a portale da 100 tonnellate. Venne pianificata per dopo la guerra la trasformazione in cannone ferroviario, ma lo scioglimento dell'Austria-Ungheria fece sfumare ogni piano.